# La mia amica speciale
La mia amica speciale è un film di Mark Rosman del 2000, con Lindsay Lohan e Tyra Banks

## Trama
La quattordicenne Casey vuole riportare in vita la madre defunta, così con l'aiuto di un libro di magia riporta in vita qualcosa. Purtroppo, l'incantesimo fallisce e Casey si accorge di aver animato Eve, una bambola alla quale dovrà insegnare come si vive nel mondo reale e dalla quale imparerà a continuare a vivere, nonostante la morte della madre.